# Louis-François Cassas

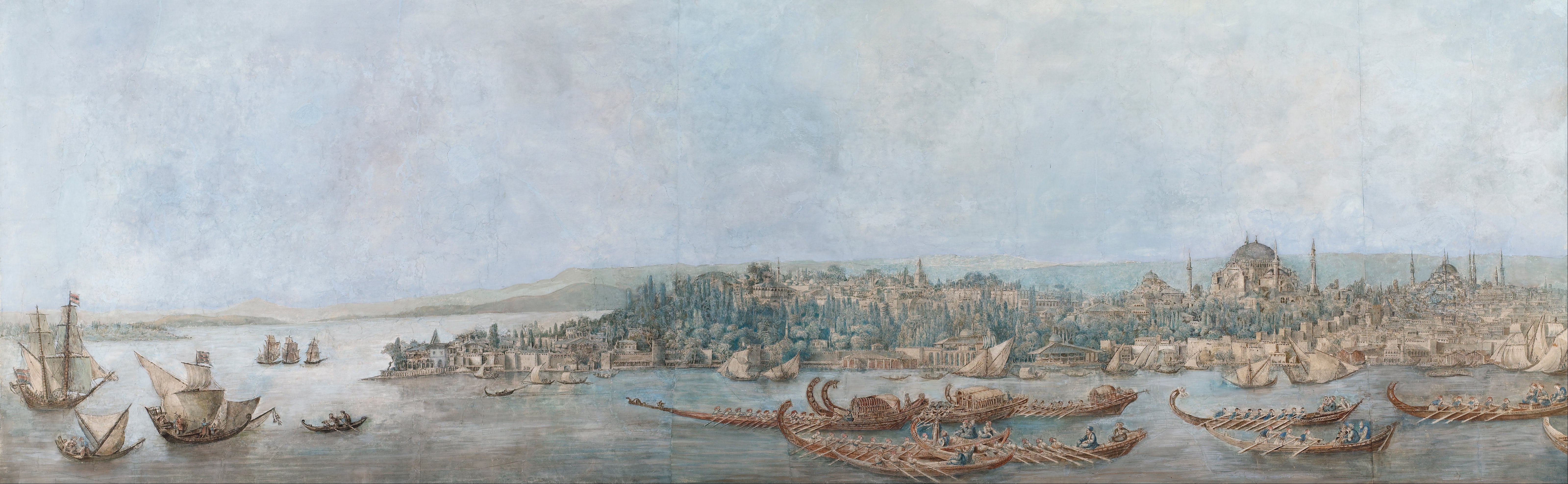
Louis-François Cassas: Panorama der Sarayspitze in Konstantinopel. Pera-Museum, Istanbul

Louis-François Cassas (* 3. Juni 1756 in Azay-le-Ferron, Département Indre; † 2. November 1827 in Versailles) war ein französischer Zeichner und Landschaftsmaler.

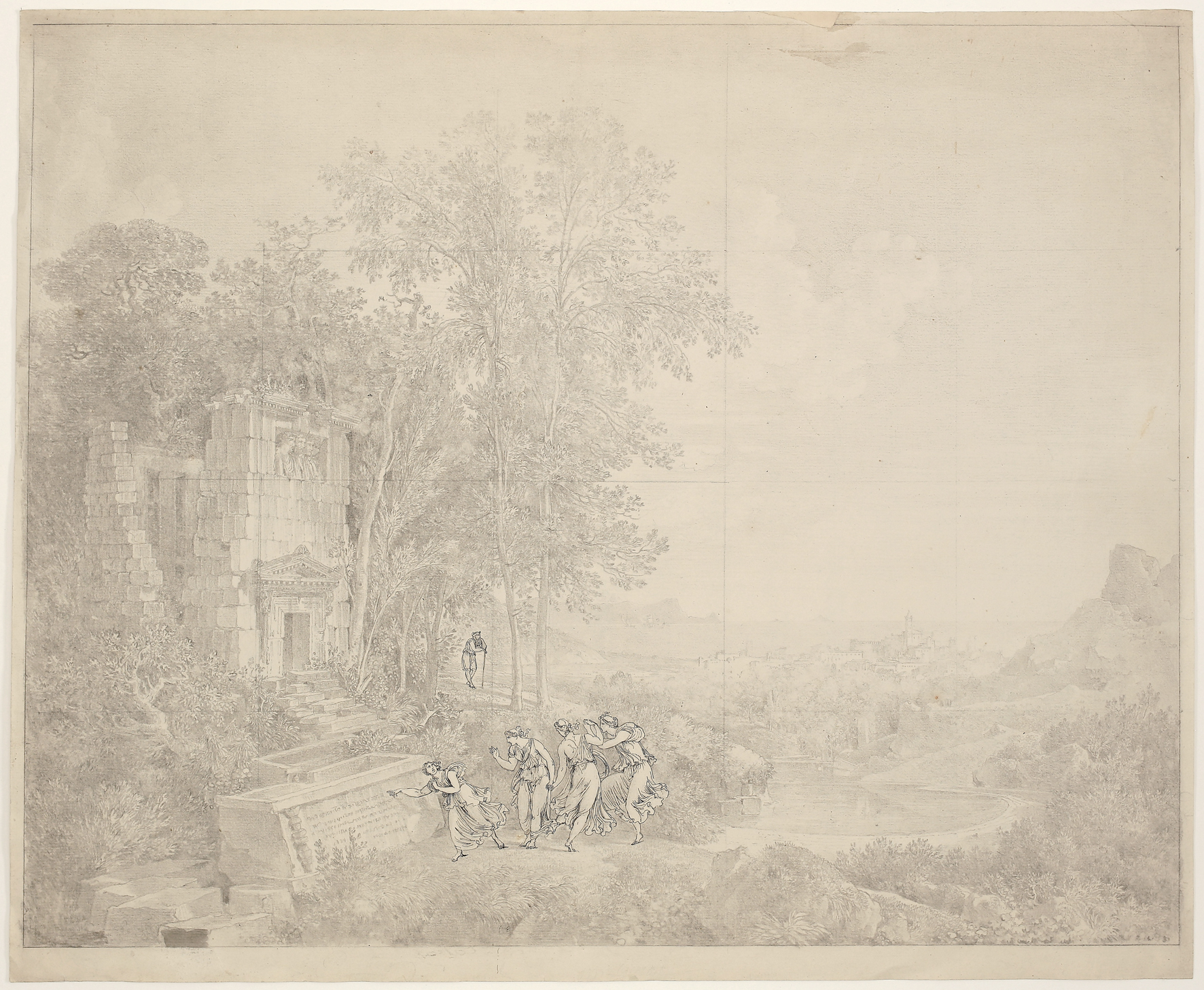
Louis-François Cassas: Phantasielandschaft aus dem alten Griechenland, Abklatsch in schwarzer Kreide, Figurengruppe überarbeitet mit Feder in Schwarz, quadriert, Wallraf-Richartz-Museum, Köln, Inv.-Nr. Hittorff-Nachlass, Ital. 309

## Leben
Cassas’ Vater war Feldmesser der königlichen Straßen im Büro der Ponts et Chaussés. Bereits mit vierzehn Jahren wurde Cassas nach Tours geschickt, wo er bei dem Ingenieur Jean Cadet de Limay (1752–1802) eine Lehre als technischer Zeichner begann. Der Zeichner Aignan-Thomas Desfriches (1715–1800) erkannte Cassas’ Begabung und empfahl ihn seinem Freund Louis Marie Bretagne de Rohan-Chabot, der in seinem Pariser Stadtpalais eine Zeichenakademie gegründet hatte. Seit 1755 besuchte Cassas diese Akademie. Zu seinen Lehrern dort zählten Joseph-Marie Vien (1716–1809), ein neo-klassischer Maler und Lehrer von Jacques-Louis David (1748–1825), Jean-Jacques Lagrenée (1739–1821), sowie der Rokoko-Maler Jean-Baptiste Le Prince (1734–1781). Von 1779 bis 1783 ging Cassas erstmals nach Rom zum Studium antiker Monumente. Eine Kommission einer Société d’amateurs des Beaux Arts 1782 führte ihn nach Sizilien, Dalmatien und Istrien um Illustrationen der Altertümer an der Ostküste der Adria zu machen. Diese Zeichnungen wurden 1802 in Paris in Form von 69 Kupferstichen in dem zweibändigen Werk Voyage Pittoresque et Historique de l’Istrie et de la Damatie veröffentlicht. Die originalen Aquarelle befinden sich im Victoria and Albert Museum in London.
Von 1784 bis 1786 begleitete er Grafen Choiseul-Gouffier bei dessen Mission als französischer Botschafter im Osmanischen Reich nach Konstantinopel. In seinem Auftrag zeichnete Cassas für den zweiten Band von dessen Voyage Pittoresque de la Grèce, veröffentlicht im Jahr 1809.

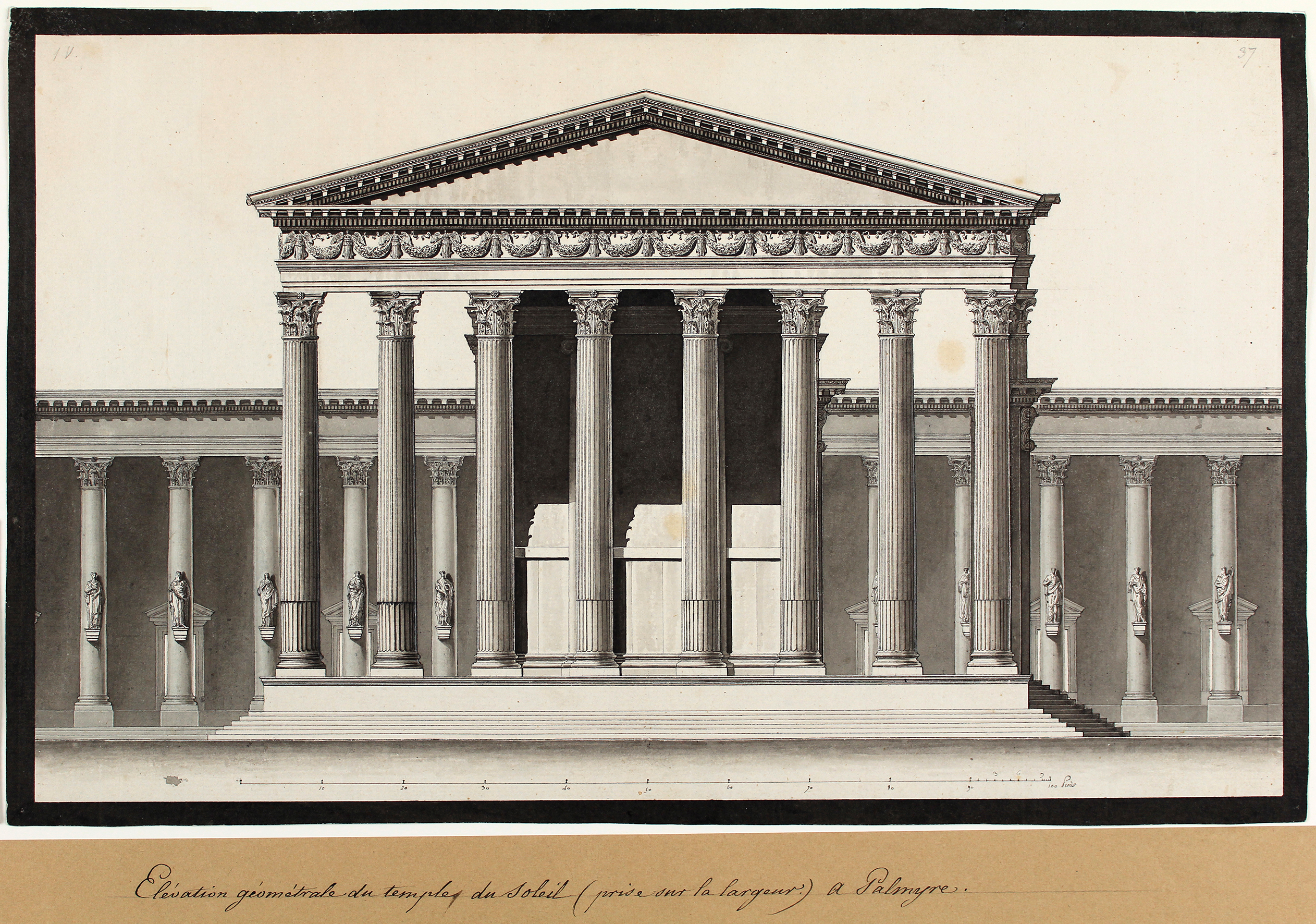
Fassadenaufriss des Bel-Heiligtums in Palmyra, Ansicht von Norden, Tuschefeder in Schwarz, laviert, Wallraf-Richartz-Museum, Köln, Inv.-Nr. Hittorff-Nachlass, Ba. 011

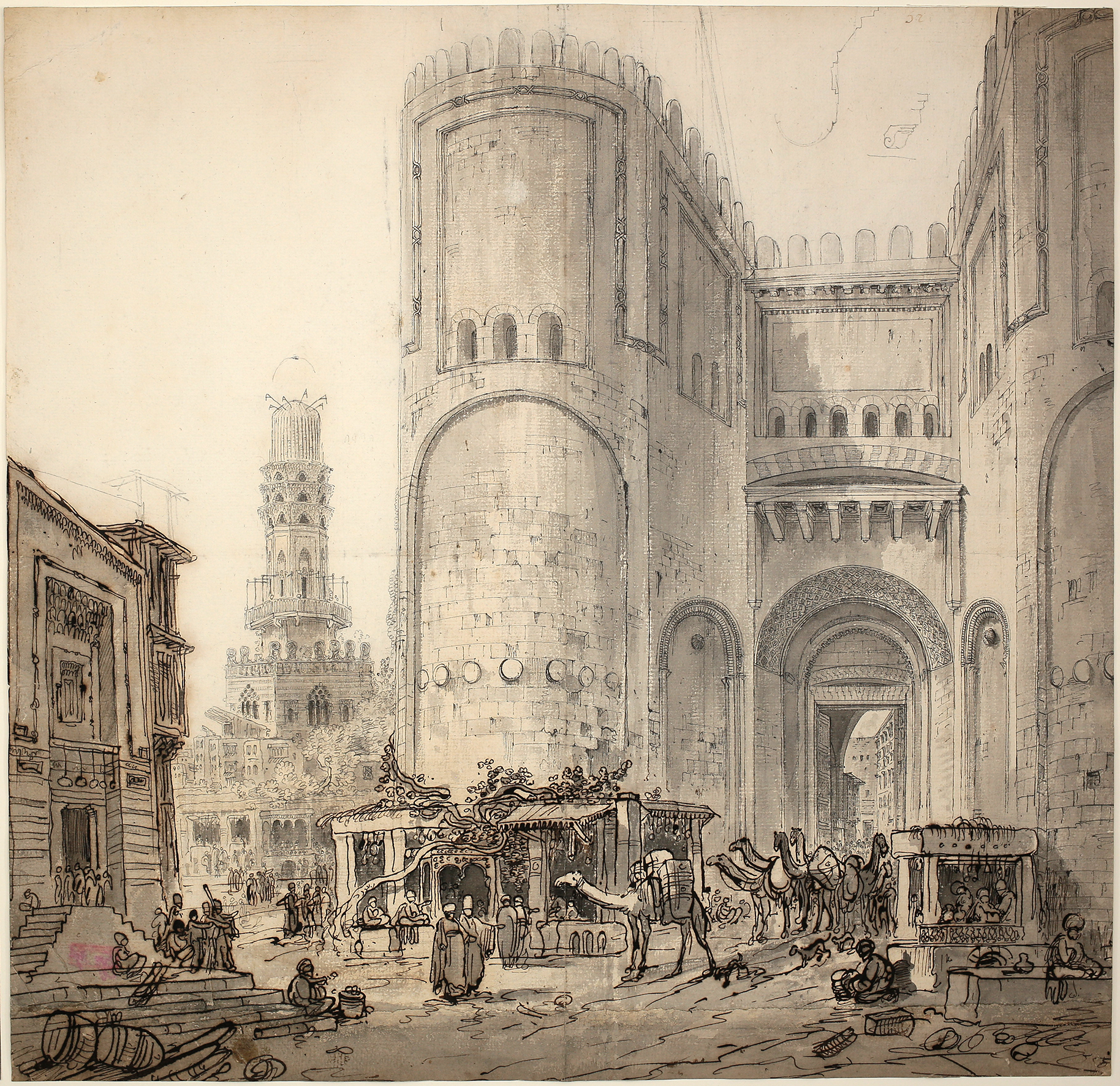
Stadttor und Straßenszene in Kairo, Bleigriffel und Feder in Brau, grau laviert, Wallraf-Richartz-Museum, Köln, Inv.-Nr. Hittorff-Nachlass, Egy. 034

Im Sommer 1785 verbrachte Louis-François Cassas einen Monat in der syrischen Oasenstadt Palmyra, wo er insgesamt 76 Zeichnungen anfertigte, die er später in Rom unter dem Eindruck antiker Bauten zu klassizistischen Stichvorlagen umarbeitete. Die originalen Blätter zeigen, dass Cassas die Denkmäler sehr genau beobachtete, erstaunlich exakt gemessen und akribisch wiedergegeben hat. Er erweist sich damit als Meister dessen, was wir heute als archäologische Bauaufnahme bezeichnen. Besonders aufschlussreich ist der Vergleich der originalen Zeichnungen mit den danach hergestellten Stichvorlagen und den schließlich in der Voyage pittoresque publizierten Stichen. Cassas besuchte das Heilige Land und zeichnete die Ruinen von Baalbek im Libanon sowie zahlreiche weitere Denkmäler in Palästina, Zypern und Kleinasien, von denen viele noch nie zuvor in dieser dokumentarisch künstlerischen Weise aufgenommen worden waren. Er besuchte vom Oktober bis Dezember 1785 Ägypten und zeichnete die Altertümer von Alexandria, die Pyramiden von Gizeh und die Moscheen von Kairo.
1787 bis 1791 hielt er sich erneut in Rom auf und heiratete dort 1791 Serafina Corfetti. 1792 kehrte der Künstler nach Frankreich zurück. Die Ergebnisse seiner Arbeit erschienen in der Voyage Pittoresque de la Syrie, de la Phenicie, de la Palestine et de la Basse Egypte, deren Veröffentlichung 1799 begann. 1806 eröffnete er in seiner Wohnung in der Rue de Seine eine Galerie, in der er die Ergebnisse seiner Reisen präsentierte und einen Überblick über die Weltarchitektur gab. Cassas musste die Gealerie jedoch aus geschäftlichen Gründen aufgeben, die Sammlung wurde 1813 vom französischen Staat erworben. Cassas wurde 1816 Zeichner und Inspecteur des Travaux an der königlichen Gobelin-Manufaktur in Paris. 1821 wurde er zum Ritter der Ehrenlegion ernannt, 1825 erhielt er den St. Michaelsordens. Cassas starb am 2. November 1827 in Versailles an einem Schlaganfall.

## Zeichnungen
1878 wurde sein zeichnerischer Nachlass, den er seinem ältesten Sohn hinterlassen hatte, versteigert. Teile davon erwarb Jakob Ignaz Hittorff, über dessen Nachlass sie in die Graphischen Sammlung des Wallraf-Richartz-Museums in Köln gelangten, wo sich heute der größte Teil (über 260 Blätter) des beachtlichen zeichnerischen Werks von Louis-François Cassas befindet. 2016 fand im Museum eine Ausstellung mit dem Titel Palmyra – Was bleibt? Louis-François Cassas und seine Reise in den Orient statt.

## Veröffentlichungen
- Voyage pittoresque de la Syrie, de la Phoenicie, de la Palaestine et de la Basse Aegypte. Ouvrage divisé en trois volumes contenant environ trois cent trente planches. Gravées sur les dessins et sous la dir. du Cen. Cassas. Un discours préliminaire pour chaque vol. par le Cen. Volney. Impr. de la République, Paris 1800 (Digitalisat)
- Voyage oiset historique de l'Istrie et de la Dalmatie. Rédigé d'après l'itinéraire de L. F. Cassas, par Joseph Lavallée. Ouvrage orné d'estampes, cartes et plans, dessinés et levés sur les lieux par Cassas. Née, Paris 1802 (Digitalisat)
- Grandes vues pittoresques des principaux sites et monuments de la Grèce, de la Sicile et des sept collines de Rome. Paris 1813.